# Связь (физика)
В физике два объекта называются связанными, когда они взаимодействуют друг с другом. В классической механике связь — это соединение двух колебательных систем, например маятников, соединённых пружиной. Соединение влияет на колебательный характер обоих объектов. В физике элементарных частиц две частицы считаются связанными или взаимодействующими, если они связаны одной из четырёх фундаментальных сил.

## Волновая механика

Спаренные маятники, соединённые пружиной.

Если две волны способны передавать энергию друг другу, то эти волны называются «связанными». Обычно это происходит, когда волны имеют общий компонент. Примером этого являются два маятника, соединённые пружиной. Если маятники одинаковы, то уравнения их движения имеют вид{\displaystyle m{\ddot {x}}=-mg{\frac {x}{l_{1}}}-k(x-y)\,,}{\displaystyle m{\ddot {y}}=-mg{\frac {y}{l_{2}}}+k(x-y)\,.}Эти уравнения представляют простое гармоническое движение маятника с добавленным коэффициентом связи пружины. Такое поведение также наблюдается в некоторых молекулах (таких как CO2 и H2O), где два атома колеблются вокруг центрального атома аналогичным образом.

### Связанные LC-цепи

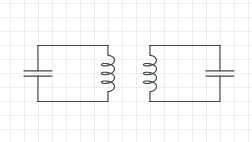
Две цепи LC соединены вместе.

В LC-цепях заряд колеблется между конденсатором и катушкой индуктивности и поэтому его можно представить как простой гармонический осциллятор. Когда магнитный поток от одной индуктивности может влиять на магнитный поток в несвязанной индуктивности LC-цепи, цепи называются связанными. Коэффициент связи k определяет, насколько тесно связаны две цепи, и определяется уравнением{\displaystyle {\frac {M}{\sqrt {L_{p}L_{s}}}}=k\,,}где М — взаимная индуктивность цепей, а Lp и Ls — индуктивности первичной и вторичной цепей соответственно. Если линии потока первичного индуктора пересекают каждую линию вторичного, то коэффициент связи равен 1 и {\textstyle M={\sqrt {L_{p}L_{s}}}}. Однако на практике существуют утечки, поэтому большинство систем не идеально связаны.

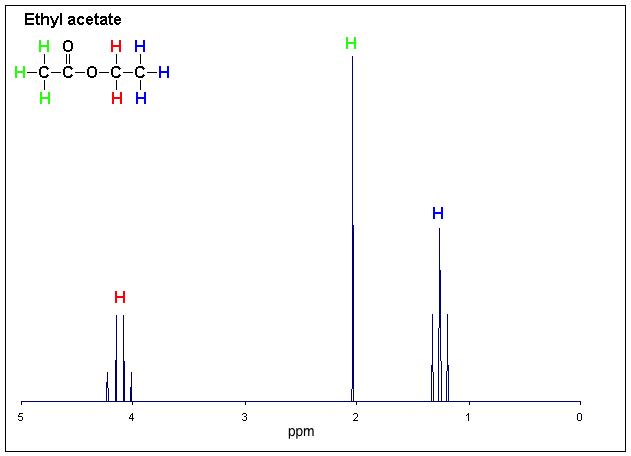
Пики на ЯМР-изображении этилацетата.

## Химия

### Спин-спиновая связь
Спин-спиновая связь возникает, когда магнитное поле одного атома влияет на магнитное поле другого соседнего атома. Это очень часто встречается при ЯМР-визуализации. Если атомы не связаны, то будут два отдельных пика, известные как дублет, представляющие отдельные атомы. Если связь присутствует, то будет триплет: один больший пик и два меньших по обе стороны о центрального. Это происходит из-за того, что спины отдельных атомов колеблются в вместе.

## Астрофизика
Объекты в космосе, связанные друг с другом, находятся под взаимным влиянием гравитации друг друга. Например, Земля связана как с Солнцем, так и с Луной, поскольку находится под гравитационным влиянием обоих тел. В космосе распространены бинарные системы — два объекта, гравитационно связанные друг с другом. Примером этого являются двойные звезды, которые вращаются друг вокруг друга. Несколько объектов также могут быть связаны друг с другом одновременно, например, с шаровыми скоплениями и группами галактик. Когда более мелкие частицы, такие как пыль, которые со временем соединяются вместе, накапливаются в гораздо более крупные объекты, происходит аккреция. Это основной процесс формирования звёзд и планет.

## Плазма
Константа связи плазмы определяется отношением её средней энергии кулоновского взаимодействия к её средней кинетической энергии — или тем, насколько сильно электрическая сила каждого атома удерживает плазму вместе. Поэтому плазму можно разделить на слабо- и сильносвязанную плазму в зависимости от значения этого отношения. Многие из типичных классических плазм, таких как плазма в солнечной короне, слабо связаны, тогда как плазма в белом карлике является примером сильно связанной плазмы.

## Квантовая механика
Две связанные квантовые системы можно смоделировать гамильтонианом вида
{\displaystyle {\hat {H}}={\hat {H}}_{a}+{\hat {H}}_{b}+{\hat {V}}_{ab}\,,}что представляет собой сложение двух гамильтонианов по отдельности с добавленным вклада отвечающего за взаимодействия. В многих простых системах {\displaystyle {\hat {H}}_{a}} и {\displaystyle {\hat {H}}_{b}} можно решить точно, а с возмущением {\displaystyle {\hat {V}}_{ab}} задачу можно решить с помощью теории возмущений. Если две системы имеют одинаковую полную энергию, то в системе могут возникать колебания Раби.

### Связь угловых моментов
Когда угловые моменты от двух отдельных источников взаимодействуют друг с другом, они называются связанными. Например, два электрона, вращающиеся вокруг одного и того же ядра, могут иметь связанные угловые моменты. Из-за сохранения углового момента и природы оператора углового момента полный угловой момент всегда представляет собой сумму отдельных угловых моментов электронов, или{\displaystyle \mathbf {J} =\mathbf {J_{1}} +\mathbf {J_{2}} \,.}Спин-орбитальное взаимодействие (также известное как спин-орбитальное взаимодействие) представляет собой частный случай взаимодействия угловых моментов. В частности, это взаимодействие между собственным спином частицы S и её орбитальным угловым моментом L. Поскольку обе они являются формами углового момента, они должны сохраняться. Даже если энергия передается между ними, полный унловой момент системы J должен быть постоянным: {\displaystyle \mathbf {J} =\mathbf {L} +\mathbf {S} }.

## Физика элементарных частиц и квантовая теория поля

Примеры глюонного взаимодействия

Частицы, взаимодействующие друг с другом, называются связанными. Это взаимодействие вызвано одной из фундаментальных сил, силы которой обычно задаются безразмерной константой связи. В квантовой электродинамике эта величина известна как константа тонкой структуры α, примерно равная 1/137. Для квантовой хромодинамики константа меняется в зависимости от расстояния между частицами. Это явление известно как асимптотическая свобода. Силы, константа связи которых больше 1, называются «сильно связанными», а силы с константами меньше 1 — «слабо связанными».